# Rábano de Aliste (kommunhuvudort)
Rábano de Aliste är en kommunhuvudort i Spanien.   Den ligger i provinsen Provincia de Zamora och regionen Kastilien och Leon, i den nordvästra delen av landet, 270 km nordväst om huvudstaden Madrid. Rábano de Aliste ligger 798 meter över havet och antalet invånare är 444.
Terrängen runt Rábano de Aliste är platt åt sydost, men åt nordväst är den kuperad. Terrängen runt Rábano de Aliste sluttar västerut. Runt Rábano de Aliste är det glesbefolkat, med 8 invånare per kvadratkilometer. Närmaste större samhälle är Alcanizes, 8,7 km sydost om Rábano de Aliste. 